# Brygida Kürbis
Brygida Maria Kürbis (Brygida Kürbisówna; ur. 11 września 1921 w Chełmnie, zm. 5 listopada 2001 w Poznaniu) – polska historyczka i wydawczyni źródeł, mediewistka specjalizująca się w źródłoznawstwie, dziejach historiografii i kulturze średniowiecza polskiego na tle europejskim.

## Życiorys

### Lata młodości
Urodziła się jako druga córka niemieckiego kupca Ericha Kürbisa i polskiej nauczycielki Kazimiery z domu Szuchmielskiej. Po narodzinach młodszej córki rodzina przeprowadziła się do Wolnego Miasta Gdańska. Edukację początkowo odbywała w Tczewie, a następnie w gdańskim Gimnazjum Polskiej Macierzy Szkolnej (gdzie pracowała wówczas jej matka). Naukę szkolną ukończyła uzyskaniem matury wiosną 1939. Plany studiów w Poznaniu przerwał wybuch II wojny światowej. Wkrótce później jej matkę aresztowało Gestapo (zmarła w 1942 w KL Ravensbrück), zaś Brygidę poprzez rodzinę ojca, wysłano do Jeleniej Góry, gdzie pracowała w fabryce.
W 1944 podjęła studia w zakresie historii i romanistyki na Uniwersytecie Albrechta i Ludwika we Fryburgu. Uczestniczyła wówczas w wykładach słynnych naukowców, m.in. filozofa Martina Heideggera i mediewisty Gerda Tellenbacha. Po zakończeniu wojny przez krótki czas przebywała w obozie przejściowym w Reichenau, skąd wiosną 1946 powróciła do Polski i podjęła studia historyczne na Uniwersytecie Poznańskim, które ukończyła w 1949, otrzymując magisterium.

### Kariera naukowa
Drogę naukową Brygida Kürbis rozpoczęła od asystentury w Seminarium Historycznym UP u profesora Kazimierza Tymienieckiego zaraz po ukończeniu studiów. Odtąd była związana z Uniwersytetem im. Adama Mickiewicza w Poznaniu. W kwietniu 1951 uzyskała doktorat na podstawie dysertacji – „Studia nad Kroniką Wielkopolską” (1952), habilitowała się w 1957 – książką „Dziejopisarstwo wielkopolskie XIII i XIV wieku” (rok wydania – 1959).
Prawo wykładania (venia legendi) uzyskała w 1960. Za dyrekcji Henryka Łowmiańskiego pełniła funkcję sekretarza naukowego Instytutu Historii UAM w Poznaniu. Od 1969 kierowała Zakładem Nauk Pomocniczych Historii (potem Źródłoznawstwa i Nauk Pomocniczych Historii) Instytutu Historii Uniwersytetu im. Adama Mickiewicza do odejścia na emeryturę we wrześniu 1991. Profesorem nadzwyczajnym została w 1970. W 1998 została członkiem korespondentem Polskiej Akademii Umiejętności w Krakowie. Największym jej dorobkiem są edycje źródeł, w serii: „Pomniki Dziejowe Polski Monumenta Poloniae Historica” oraz edycje najstarszych pomników kultury religijnej w Polsce, w nowej serii Polskiej Akademii Umiejętności (PAU) – „Monumenta Sacra Polonorum”. Przygotowała też rozdziały do prac zbiorowych poświęconych historii Wielkopolski pod przewodnictwem Jerzego Topolskiego (Dzieje Gniezna; Dzieje Wielkopolski, t. I; Dzieje Poznania, t. I, cz. 1), publikowała również artykuły na łamach „Słownika starożytności słowiańskich” oraz brukselskiego „Patrimoine litteraire européen”.
Profesor Brygida Kürbis jest autorką ponad trzystu czterdziestu prac naukowych. Poprzez pracę naukową zyskała międzynarodowe uznanie. Jej działalność w zakresie translacji spowodowała przybliżenie ważnych zabytków średniowiecznego piśmiennictwa i religijności. Słynęła z nowatorskiego jak na ówczesną polską naukę spojrzenia na źródła historyczne, także jako na wytwór ówczesnej kultury, wyrażający świadomie lub nieświadomie poglądy i intencje ich twórców. Szczególną uwagę poświęcała kronice mistrza Wincentego zwanego Kadłubkiem. W latach 1957–1997 wspólnie z Gerardem Labudą i Aleksandrem Gieysztorem redagowała „Studia Źródłoznawcze”.
Została pochowana na Cmentarzu Junikowo w Poznaniu w Alei Zasłużonych.

### Życie prywatne

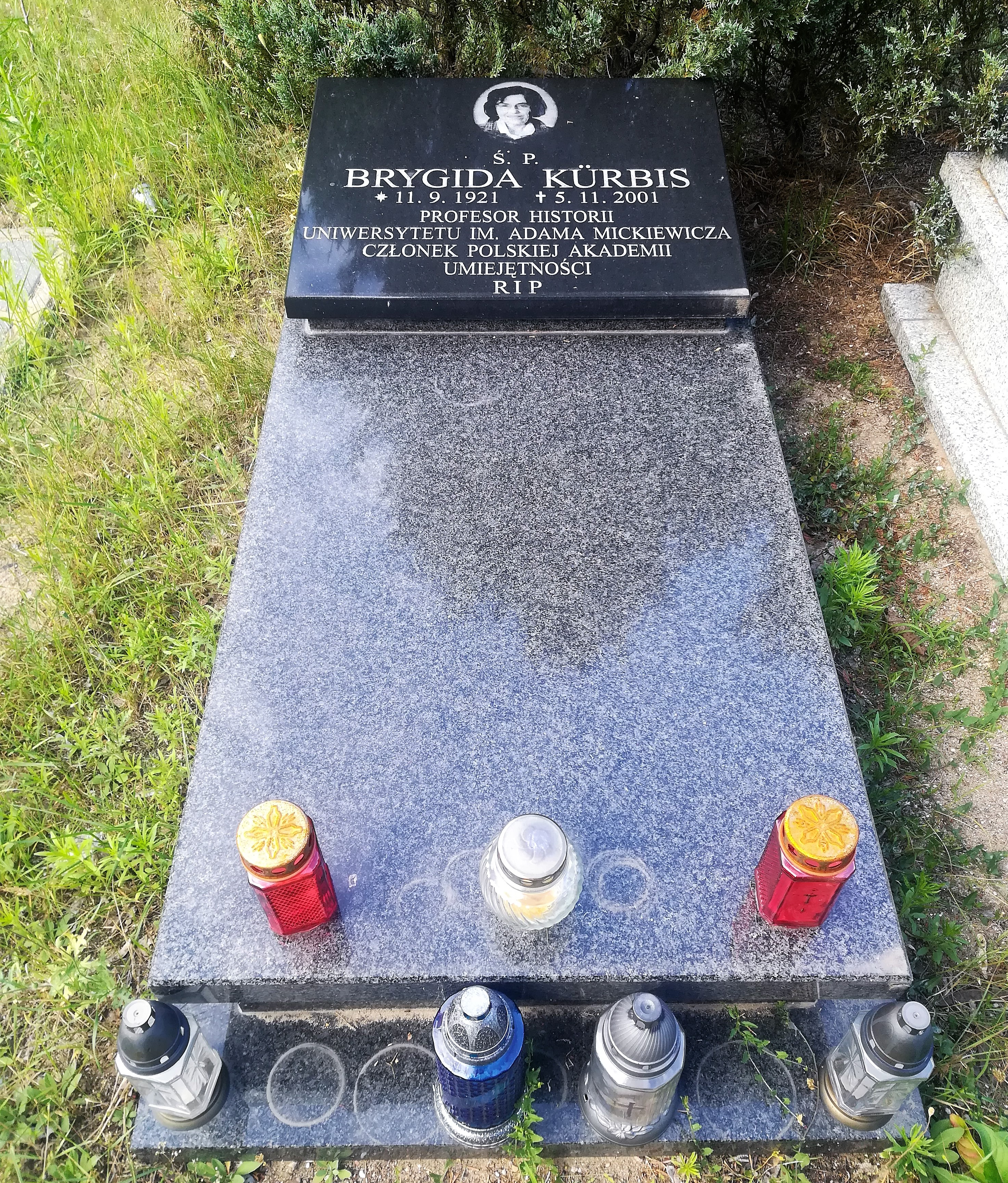
Grób na cmentarzu junikowskim

Rodziny nie założyła. Prywatnie wyróżniała się głęboką religijnością. W okresie PRL-u należała do mniejszości profesury historyków UAM nienależącej do PZPR. W latach 80. XX w. zaangażowana była w działalność solidarnościową.

### Publikacje zwarte
- Studia nad Kroniką wielkopolską (1952).
- Dziejopisarstwo wielkopolskie XIII i XIV w. (1959).
- Myśli i nauki Mistrza Wincentego zwanego Kadłubkiem (1980).
- Na progach historii, T. 1–2 (1994–2001).